# خوارزمية قرية النمل
خوارزمية قرية النمل هي طريقة لحل المسائل في الحوسبة بالبحث عن الحلول المثلى في الرسوم البيانية ضمن جملة من الاحتمالات، على نحو شبيه بطريقة النمل في البحث والتقفي.
هذه الخوارزمية ضمن عائلة خوارزميات مستعمرة النمل، في أساليب ذكاء السرب، وتشكل بعض تحسينات الأدلة العليا. في البداية اقترح ماركو دوريغو الفكرة في عام 1992 في أطروحته للدكتوراه،  كانت الخوارزمية الأولى تهدف إلى البحث عن مسار أمثل في رسم بياني، استنادا إلى سلوك النمل الذي يسعى لإيجاد مسار بين المستعمرات ومصدر للغذاء. وقد تنوعت الفكرة الأصلية منذ ذلك الحين لحل فئة أوسع من المشاكل العددية، ونتيجة لذلك، ظهرت عدة مشاكل، مستندة إلى جوانب مختلفة من سلوك النمل. من منظور أوسع، تقوم الخوارزمية بالبحث القائم على نموذج وتبادل بعض أوجه التشابه مع تقدير خوارزميات التوزيع.